# کارلو کارلئی
کارلو کارلی (به ایتالیایی: Carlo Carlei) زاده ۱۶ آوریل ۱۹۶۰ در لامتزیا ترمه) کارگردان فیلم ایتالیایی است.

## فیلم‌شناسی
- رومئو و ژولیت (۲۰۱۳)
- فراری (۲۰۰۳)
- پادره پیو: مرد کرامات (۲۰۰۰)
- فلوک (۱۹۹۵)
- گریز کودک بی‌گناه (۱۹۹۲)